# Бела Сентміклоші
Бела Сентміклоші (угор. Szentmiklóssy Béla, 2 грудня 1902, Будапешт — 1981) — угорський футболіст, що грав на позиції нападника. Відомий виступами, зокрема, за клуб «Вашаш», а також національну збірну Угорщини.

## Клубна кар'єра
З 1919 і по 1928 рік виступав у команді з Будапешту — «Вашаш». Двічі у 1925 і 1926 роках був з командою бронзовим призером чемпіонату Угорщини. Лідером тої команди і партнером Бели по лінії нападу був знаменитий бомбардир Йожеф Такач. Загалом у складі «Вашаша» Сентміклоші зіграв у чемпіонаті 151 матч і забив 34 голи.
У 1928 році перейшов у команду «Уйпешт», але встиг зіграти у її складі лише кілька матчів. Далі кілька років проживав і грав у футбол на Кубі та у США.
У сезоні 1933—1934 років разом з ще одним угорцем Санізло був граючим тренером «Монако» у другому французькому дивізіоні у дебютному для команди сезоні в професіональному французькому футболі.
У 1940-х роках був граючим тренером словацького клубу ВАС (Братислава).
| Дата       | Місто    | Господарі | Результат | Гості     | Турнір           | Голи | Примітки |
| ---------- | -------- | --------- | --------- | --------- | ---------------- | ---- | -------- |
| 21/09/1924 | Будапешт | Угорщина  | 4 – 1     | Німеччина | товариський матч | 1    |          |
| Усього     |          | Матчів    | 1         |           | Голів            | 1    |          |

## Досягнення
- Бронзовий призер чемпіонату Угорщини: (3)

«Вашаш»: 1924–1925, 1925–1926
«Уйпешт»: 1928–1929